# Milos Kerkez
Milos Kerkez (Kirin Serbia: Милош Керкез, đã Latinh hoá: Miloš Kerkez; sinh ngày 7 tháng 11 năm 2003) là cầu thủ bóng đá người Hungary thi đấu ở vị trí hậu vệ trái cho câu lạc bộ tại Premier League là Liverpool và Đội tuyển bóng đá quốc gia Hungary.

## Sự nghiệp câu lạc bộ
Kerkez gia nhập đội bóng Rapid Wien tại Áo năm 2014 ở tuổi 11, và có 4 năm rưỡi ở đây, trước khi đến Győri ETO FC tại Hungary.

### AC Milan
Ngày 2 tháng 2 năm 2021, Kerkez ký hợp đồng với AC Milan. Tuy nhiên anh đã rời đội bóng này vào năm 2022 do không có cơ hội thi đấu ở đội một.

### AZ
Ngày 29 tháng 1 năm 2022, anh chuyển đến Hà Lan thi đấu cho AZ Alkmaar với phí chuyển nhượng 2 triệu €.
Trong mùa giải 2022-23, Kerkez ra sân 52 trận cho AZ Alkmaar, ghi 5 bàn và có 7 kiến tạo trên mọi đấu trường, góp công giúp đội bóng Hà Lan đứng hạng 4 tại [Eredivisie 2022–23]] và lọt vào đến bán kết UEFA Europa Conference League 2022–23.

### Bournemouth
Ngày 20 tháng 7 năm 2023, Kerkez ký hợp đồng với Bournemouth với phí chuyển nhượng không được tiết lộ. Ngày 12 tháng 8 năm 2023, anh có trận đấu chính thức ra mắt Bournemouth trong trận mở màn Premier League 2023–24 gặp West Ham United.
Ngày 2 tháng 11 năm 2024, Kerkez góp cả hai đường chuyền thành bàn trong chiến thắng 2-1 của Bournemouth trước Manchester City, chấm dứt chuỗi 32 trận bất bại của nhà đương kim vô địch Premier League tại giải đấu này từ ngày 6 tháng 12 năm 2023.
Trong mùa giải 2024-25, Kerkez ra sân trong cả 38 trận đấu tại Premier League và giúp Bournemouth cán đích ở vị trí thứ 9 với số điểm kỷ lục trong lịch sử đội bóng này là 56. Ngày 19 tháng 6 năm 2025, anh có tên trong danh sách 6 ứng cử viên cho danh hiệu Cầu thủ trẻ xuất sắc nhất năm của PFA. Vào thời điểm rời Bournemouth, anh đã có hai mùa giải gắn bó với đội bóng này, ra sân 74 lần, ghi được 2 bàn thắng và có 8 pha kiến tạo.

### Liverpool
Ngày 26 tháng 6 năm 2025, Kerkez chính thức chuyển đến Liverpool theo bản hợp đồng có thời hạn 5 năm, với mức phí chuyển nhượng ước tính 40 triệu £.

## Sự nghiệp đội tuyển quốc gia

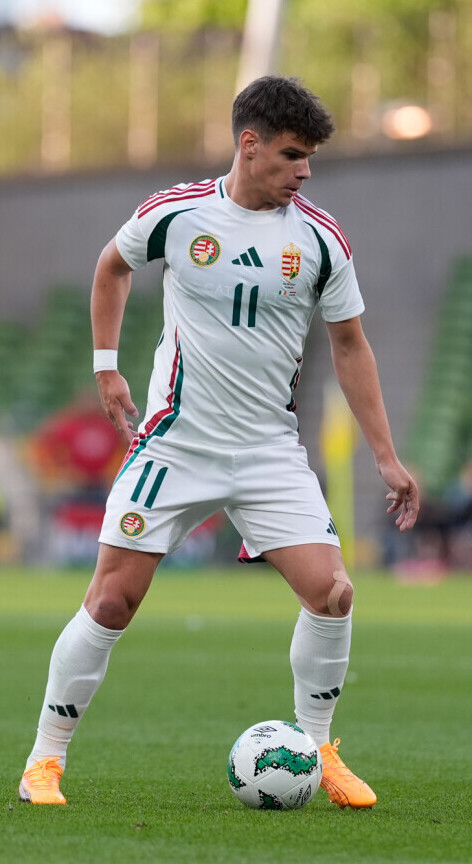
Kerkez thi đấu cho Hungary năm 2024.

Kerkez có trận ra mắt Đội tuyển bóng đá quốc gia Hungary vào ngày 23 tháng 9 năm 2022 trong trận đấu với Đội tuyển bóng đá quốc gia Đức tại Leipzig.
Ngày 14 tháng 5 năm 2024, Kerkez được triệu tập vào đội hình đội tuyển Hungary tham dự Euro 2024. Trong trận đấu ra quân tại bảng A của Hungary gặp Thụy Sĩ, Kerkez đá chính ngay từ đầu và điều này giúp anh trở thành cầu thủ trẻ thứ ba trong lịch sử đội tuyển Hungary có trận ra mắt tại Giải vô địch bóng đá châu Âu ở 20 tuổi 221 ngày. Anh cũng ra sân trong hai trận đấu sau đó với Đức và Scotland và Hungary bị loại sau vòng bảng với vị trí thứ ba.